# Pandémie de Covid-19 au Gabon
La pandémie de Covid-19 au Gabon démarre officiellement le 14 mars 2020. À la date du 30 septembre 2022, le bilan est de 306 morts.

## Chronologie
La chronologie est basée sur les chiffres de l'université Johns-Hopkins.
Le 20 mars 2020, le Gabon annonce la première victime de la Covid-19.
Le 31 mars 2020, le cap des 10 cas est dépassé. Le nombre total de personnes atteintes de la Covid-19 est de 16.
Le 17 avril 2020, le cap des 100 cas est dépassé. Le nombre total de personnes atteintes de la Covid-19 est de 108.
Le 13 mai 2020, le cap des 1 000 cas est dépassé. Le nombre total de personnes atteintes de la Covid-19 est de 1 004.
Le 14 mai 2020, le cap des 10 morts est atteint.
Le 18 janvier 2021, le cap des 10 000 cas est dépassé. Le nombre total de personnes atteintes de la Covid-19 est de 10 019.
Le 15 mars 2021, le cap des 100 morts est dépassé. Le nombre total de décès de la Covid-19 est de 101. Le Gabon a alors un déficit d'oxygène, un manque de scanners et de matériel médical pour subvenir aux besoins de la crise.

## Conséquences socio-économiques
La pandémie provoque une récession économique, et du fait de la fermeture des frontières, une crise alimentaire.
L'économie du Gabon a fin 2020 su surmonter la crise malgré la chute du cours du pétrole, élément important de l'économie du pays.

## Statistiques

Nombre de cas au Gabon depuis le début de l'épidémie.

Nombre de morts au Gabon depuis le début de l'épidémie.

## Vaccination
Malgré le peu d'impact de la maladie sur la population (selon les données officielles, au 3 septembre 2021, 168 décès du Covid-19 ont été enregistrés) le pays adhère au dispositif Covax. La campagne nationale de vaccination est lancée fin avril 2021. Au 3 septembre, "plus de 84 000  personnes ont déjà reçu au moins une dose". Le Gabon disposant déjà, en septembre 2021, d’environ 500 000 doses de vaccin chinois Sinopharm et 10 000 doses du vaccin russe Sputnik V, recevra, en octobre 2021, 300 000 nouvelles doses de vaccin Pfizer et Johnson & Johnson. selon un communiqué du Conseil des ministres.